# Kovács György (labdarúgó)
Kovács György (Budapest, 1944. április 24. –) magyar labdarúgó, balösszekötő.
A Vasas Izzó, az Újpesti Dózsa, az Egri Dózsa és a BKV Előre játékosa volt az 1960-as, 1970-es években. NB I-es mérkőzéseinek száma 48.

## Pályafutása

### NB I-es pályafutása
Első NB I-es mérkőzését 1963 októberében játszotta az Újpesti Dózsában. Az MTK elleni rangadón lépett pályára.
A Népsport így írt a debütálásáról: "Már régebben említették az újpesti szakvezetők, hogy van egy tehetséges csatáruk, aki még ifjúsági korban van, akitől azonban sokat várnak: Kovács György. Az Ujpesti Dózsa edzője, Szusza Ferenc akkoriban azt mondta: "Rövidesen bemutatkozik az első csapatban is!" Persze arra kevesen gondoltak, hogy a kis Kovács éppen az MTK elleni rangadón lép pályára. Szusza azonban bízott a fiatal játékosban, s bebizonyosodott, hogy nem alaptalanul. Kovács kombinációs érzékével, ügyes labdakezelésével, higgadt, bátor játékával már az első mérkőzésen erőssége volt a támadósornak, annak ellenére, hogy szünet után elfáradt és kissé visszaesett. Szusza Ferenctől örömmel hallottuk, hogy a kis Kovács nagyon szorgalmas, szeret edzeni, s mindent megtesz annak érdekében, hogy ne okozzon csalódást. ... A tehetséges labdarúgó az Izzóban nevelkedett, s az idei átigazolási időszakban került az Ujpesti Dózsába." - részlet az Új arc Újpesten cikkből, Népsport 1963. október 15.
A debütálás valóban jól sikerült. Első NB I-es mérkőzésén gólt is szerzett(a végeredmény 2:2 lett). Ezzel kibérelte magának a címlapot a Képes Sport 1963. október 15. számában.

### Az utánpótlás válogatottban
Utánpótlás válogatott 1963. Linz, Ausztria - Magyarország

### Weblapok és cikkek
- Hivatalos facebook oldal: https://www.facebook.com/kovacskopek
- Bajnoki végeredmény: Nemzeti Bajnokság I/B 1968; https://web.archive.org/web/20140422231848/http://www.magyarfutball.hu/hu/bajnoki-vegeredmeny/364
- UTE Baráti Kör; https://www.facebook.com/photo.php?fbid=491298534326001&set=pb.430451563744032.-2207520000.1398099843.&type=3&theater
- Új arc Újpesten, Népsport, XIX. évfolyam 205. szám 1963. október 15.
- Sikerült bemutatkozás, Képes Sport, X. évf. 42. szám 1963. október 15.
- Újpesti Dózsa -MTK 2:2, Népsport XIX. évfolyam, 204. szám 1963. október 14.
- Az Ú. Dózsa kezdett jobban, a II. félidő az MTK-é volt, Hétfői Hírek VII. évfolyam 42. szám 1963. október 14.